# Maciej Mosiński
Maciej Mosiński, Maciej z Bnina Moszyński herbu Łodzia (ur. po 1420 – zm. w 1492/1493 roku) – starosta generalny Wielkopolski w latach 1473–1484, wojewoda poznański w latach 1477–1492/1493, wojewoda kaliski w latach 1475–1477, krajczy koronny w latach 1467–1475, starosta przemyski w latach 1481–1492, starosta Mosiny w latach 1448–1493, starosta Ujścia w latach 1473–1493.

## Życiorys
Pochodził z rodziny Bnińskich – wielkopolskiej rodziny magnackiej, wywodzącej się z Bnina pod Poznaniem (komesowie na Bninie).   
W Samostrzelu zachował się pałac rodziny Bnińskich.
Przyjął on nazwisko od miasta Mosina, gdzie ojciec Piotr Bniński (1390-1448; kasztelan gnieźnieński, podróżnik i geograf) był starostą. Matką była Elżbieta z Gułtów - Gułtowska (z 1427 r.).
Jego braćmi byli:
- Piotr z Bnina i Opalenicy (zm. 1466) – kasztelan santocki, żonaty z  Małgorzatą z Gryżyny i Włoszakowic, który miał trzech synów: Piotra Opalińskiego (zm. 1506/07) – sędziego ziemskiego poznańskiego, kasztelana lędzkiego; Jana; Mikołaja i cztery córki (wszyscy o nazwisku Opalińscy).
- Piotr z Bnina Moszyński (zm. 1493) – biskup przemyski, kujawski.

Maciej Mosiński miał cztery siostry; Barbarę, Dorotę i Annę oraz  Małgorzatę.
Był dwukrotnie żonaty. Jego pierwszą żoną była Anna Dembińska z Dębna - córka Jakuba Dembińskiego (ok. 1427-1490) – kasztelana krakowskiego.  
Drugą była poślubiona przed 1467 roku Nawojka z Koniecpola (zm. między 3 I 1531 r. a 1 III 1532 r.), córka Mikołaja z Koniecpola - podkomorzego i starosty przemyskiego i Doroty Zarembianki z Kalinowy.

## Potomkowie
Z pierwszego małżeństwa:
- Piotr Mosiński (pierworodny), który w r. 1467 dostał od stryja ks. Piotra z Bnina połowę wsi Drzązgowo (w ówczesnym powiecie pyzdrskim, obecnie gmina Kostrzyn – powiat poznański)
- Barbara Mosińska - poślubiona  przed 4 X 1487 r. przez Andrzeja Kmitę z Wiśnicza, (zm. 1493/94) – starosty bełskiego i bieckigo, z którym miała Piotra Kmitę i Nawojkę Kmitę, a później została żoną kasztelana przemyskiego, biorąc ślub  przed 3 III 1497 r. z Rafałem Jarosławskim z Jarosławia.

Z drugiego małżeństwa:
- Hieronim Jarosławski (lub Mosiński) (h. Leliwa) (1498-1521) – pisał się niemal stale Mosiński, trzymając po ojcu królewszczyzny: Mosinę i Ujście.
- Jadwiga Jarosławska z Bnina (1496-1501) – początkowo niezamężna, potem żona Andrzeja Myjomskiego.